# Мамедов, Низами Мурад оглы
Низами Мурад оглы Мамедов (азерб. Nizami Murad oğlu Məmmədov; 12 января 1958 — 29 марта 1992) — азербайджанский офицер полиции. Национальный Герой Азербайджана.

## Биография
Низами Мамедов родился 12 января 1958 года в Степанакерте. После окончания школы № 4 имени Низами Гянджеви служил в рядах Советской армии в Иркутской области в 1975—1977 гг.

### Первая карабахская война
С началом нагорно-карабахского конфликта, Низами отправился на войну. После, офицер полиции, перевёлся в Шушу, где продолжил службу. Мамедов участвовал в доставке продовольствия батальонам самообороны и в ряде сражений против армянских вооружённых формирований. Участвовал в ряде операций в сёлах Малыбейли, Галадереси. 29 марта 1992 года он был убит снайпером.
На момент гибели Низами был женат. У него было трое детей.

## Память
Указом президента Азербайджанской Республики от 8 октября 1992 года Мамедову Низами Мурад оглы было присвоено звание Национального Героя Азербайджана (посмертно).
Похоронен в селе Деймадаглы Бардинского района.